# دارا (آلاباما)
دارا (به انگلیسی: Darrah) یک منطقهٔ مسکونی در ایالات متحده آمریکا است که در آلاباما واقع شده است. دارا ۳۴٫۱۴ متر بالاتر از سطح دریا قرار دارد.